# Аруны
Аруны (лат. Myiornis) — род воробьиных птиц из семейства Тиранновые.

## Список видов
- Белогрудая аруна Myiornis albivenbtris (Berlepsch et Stolzmann, 1894)
- Myiornis atricapillus (Lawrence, 1875)
- Ушастая аруна Myiornis auricularis (Vieillot, 1818)
- Короткохвостая аруна Myiornis ecaudatus (D'Orbigny et Lafresnaye, 1837)